# همسایه جهنمی
همسایه جهنمی (به انگلیسی: Neighbours from Hell) یک بازی ویدئویی به سبک استراتژی و فکری برای مایکروسافت ویندوز، گیم‌کیوب و ایکس‌باکس است؛ که در سال ۲۰۰۳ و ۲۰۰۵ منتشر شده‌است و داستان فردی است که باید به خانه همسایه خود رفته و با وسایلی که آنجاست اعصاب همسایه خود را خرد کند. در اروپا، نسخه ویندوز در تاریخ ۲۰ ژوئن ۲۰۰۳، و نسخه نینتندو گیم کیوب و ایکس باکس در ۴ مارس ۲۰۰۵ منتشر شد. این بازی در تاریخ ۲۲ سپتامبر ۲۰۰۳ برای ویندوز در ایالات متحده منتشر شد. در اروپا، استرالزی، آمریکای شمالی و ژاپن، نسخه نینتندو دی اس به ترتیب در ۱۱ ژوئن ۲۰۰۹، ۱۲ ژوئن ۲۰۰۹، ۶ سپتامبر ۲۰۰۹ و ۱ آوریل ۲۰۱۰ منتشر شد. نسخه تلفن همراه و سازگار شده از این بازی در تاریخ ۲۵ مه ۲۰۱۷، برای سیستم‌عامل‌های آی‌اواس و اندروید در دسترس قرار گرفت.
این بازی محصول کشور اتریش است.

## داستان
وودی یک مرد متعادل در زندگی شخصی خود می‌باشد تا زمانی که همسایه او آقای روت ویلر زندگی او را جهنم می‌کند. وودی تصمیم می‌گیرد تا انتقام خود را از او بگیرد. در بازی همسایه جهنمی، بازیکن در اطراف خانه همسایه به دنبال کلاهبرداری بر سر ساکنان ناامید می‌گردد. بازیکن ستاره یک نمایش تلویزیونی جدید با همان نام است، با دوربین‌هایی که هر حرکت را دنبال می‌کنند به عنوان بازیکن مجموعه تله مانند کاشت صندلی، انداختن موز در زمین، صابون در کف، نقاشی‌های مضر و شلخته کردن چیزی با تجهیزات خانگی می‌باشد. اهداف بازی عبارتند از ایجاد بی نظمی، افزایش رتبه‌بندی و برنده شدن. موانع موجود در این بازی شامل سگ، گارد او و طوطی به نام چیلی است که هر دوی آنها سعی خواهند کرد حضور همسایه وودی را به وی هشدار دهند.

## روند بازی
هدف هر سطح این است که با استفاده از هر آیتم در نزدیکی شخصیت خود، ترفندهای خام بر روی همسایه خود بریزید. هر مرحله دارای ۴ یا ۵ ناحیه است (بدون مراحل آموزشی). شما باید وودی را از منطقه ای به منطقه دیگر انتقال دهید، همسایگان با زمان حرکت می‌کنند. گاهی اوقات شما می‌توانید او را از راه‌های مختلف (مانند تماس گرفتن به همسایه و همسایه به پایین رفتن برای جواب دادن تلفن خانگی) منحرف یا او را به‌طور خودکار پریشان کنید (به عنوان مثال، نقاشی، لباس‌های شستشو و غیره). او حیوانات خانگی را تماشا می‌کند، مانند طوطی به نام چیلی. این بازی تنها با چند اتاق (سالن، حمام، آشپزخانه و اتاق نشیمن) آغاز می‌شود، اما با پیشرفت بازی، اتاق‌های بیشتری باز می‌شوند (در فصل ۲ بالکن و اتاق خواب است و در فصل ۳ زیرزمین و مطالعه است) و بازی سخت‌تر خواهد شد.

## دنباله
در سال ۲۰۰۴ یک دنباله به نام «همسایه جهنمی ۲: در تعطیلات» منتشر شد. در این بازی به جای اینکه در خانه باشید، بازیکن به نقاط مختلف دنیا سفر می‌کند. در این نسخه کاراکترهای جدیدی به بازی اضافه شد.